# Dobrovits Sándor
Pozsonyligetfalvi Dobrovits Sándor (Pozsony, 1889. március 4. – Budapest, 1963. április 15.) magyar statisztikus. Jogi tanulmányait elvégezve először Pesti Magyar Kereskedelmi Banknál, majd a Központi Statisztikai Hivatalnál dolgozott. 1937-től ennek alelnöke, majd 1939-től 1945-ig ennek az elnöke. Fontos része volt a magyar hivatalos statisztika újjászervezésében.

## Élete

### Tanulmányai és kezdeti pályafutása
Dobrovits a felvidéki Pozsony városában született 1889 márciusának elején. Édesapja dr. Dobrovits Mátyás, pozsonyi főorvos, édesanyja Orth Vilma volt. 1916. augusztus 26-án Dobrovits Mátyás, a pozsonyi állami kórház főorvosa, nemességet és a pozsonyligetfalvi nemesi előnevet szerzett I. Ferenc József magyar királytól. Jogi tanulmányait a Budapesti Tudományegyetemen folytatta, és az államtudományól szerzett doktorátust. Ezt követően 1909-től a Pesti Magyar Kereskedelmi Banknál dolgozott rövid ideig mint banki tisztviselő.
1912-től már a Központi Statisztikai Hivatal munkatársaként dolgozott. Ekkor főleg a hitelügyek, áruforgalom és a népmozgalom vizsgálatával és a róluk szóló adatok összegyűjtésével összefüggő munkálatokban vett részt. 1921-től 1929-ig a Központi Statisztikai Hivatal Elnöki Osztályának vezetője. 1922-től egy évtizeden át a Magyar Statisztikai Társaság főtitkára. 1923-tól a Magyar Statisztikai Szemle egyik szerkesztője volt, és ezt a tisztségét 1930-ig töltötte be. 1927 és 1929 között ehhez sokban hasonlító jogkörökkel rendelkező tisztséget látott el a Országos Gazdaságpolitikai és Konjunktúrakutató Bizottságban is.
Dobrovits nemzetközi elismertségét jelzi, hogy az ISI főtitkárának meghívására részt vehetett a Nemzetközi Statisztikai Intézet 1925-i, Rómában zajló ülésszakán, majd 1928-ban Genfben a Nemzetek Szövetsége által megszervezett, a nemzetközi gazdaságstatisztikai egyezmény előkészítésére létrehozott konferencia munkájában.  
1937 júniusának végétől a KSH alelnöke, majd Konkoly-Thege Gyula után 1939. június 29-től az intézmény vezetője volt.

### A Központi Statisztikai Hivatal vezetőjeként
A Központi Statisztikai Hivatal vezetőjévé való kinevezésével egy időben kinevezték az Országos Statisztikai Tanács másodelnökévé. 1943-tól a Statisztikai Szakvizsgabizottság elnökévé is választották. Az ő irányításával szervezték meg az 1941-es magyarországi népszámlálást, és elnöksége alatt alapították meg a Keleti Károly-emlékérmet.
A második világháború idején mind rá, mind a hivatalra nagy nehézségeket rótt az ország változó területének és lakosságának, valamint a háborúba belépést követően a hadi szükségleteknek statisztikai feldolgozása. A Magyarország elleni szovjet támadás idején, Budapest ostroma során a hivatal épületét több bombatámadás is érte, és az súlyosan megsérült. Dobrovits az óvóhelyről két felmérés megindítását kezdeményezte.
A háború után fontos része volt Dobrovitsnak a hivatalos statisztikai szolgálat újjászervezésében, a hivatal új ügyrendjének kidolgozásában.
1945 júliusában az igazolóbizottság úgy döntött, hogy Dobrovitsot el kell távolítani a hivatal éléről. Ennek következtében 1945. augusztus 1-jén távozott az elnöki pozícióból. Utódja Zentay Dezső lett.
Dobrovitsot a Kistarcsai Központi Internálótáborba szállították, 1949-ben. Budapesten halt meg 1963. április 15-én.

## Munkássága
Dobrovits Sándornak rendkívül szerteágazó volt a tudományos munkássága. A Magyar Statisztikai Szemle szerkesztőjeként a lap hasábjain több a Statisztikai Hivatal és a Magyar Statisztikai Társaság életét, munkáját bemutató írása jelent meg. Ezen kívül figyelemreméltó társadalomstatisztikai tevékenysége is. Az utóbbival kapcsolatban legfőképpen az országban megtalálható különféle társadalmi szervezetek, különösképpen az egyletek jellemzőinek kutatásában való fontos szerepe emelhető ki.